# 吉田あかり
吉田 あかり（よしだ あかり、2004年（平成16年）1月2日 - ）は、日本の女優、ファッションモデル。Viivo所属。

## 略歴
13歳の時にモデルとして芸能界入り。
2021年5月には、映画『ペテロの帰り道』で初出演にして初主演を務めた。同年12月20日発売の『週刊プレイボーイ』（集英社）2022年1・2合併号にて水着グラビアデビューを果たした。
2022年には、ファッション雑誌『JELLY』（文友舎）の専属モデルに起用された。
2025年には、ランジェリーブランド「RAVIJOUR」の『RAVIJOUR 2025 COLLECTION #6』においてモデルを務めた。

## 人物
- 趣味は買い物、ファッション、ドラマ・映画を見ること。特技はダンス[8]。
- 目標は若い同年代から憧れられる存在になること[8]。

## 出演

### 映画
- ペテロの帰り道（2021年5月21日） - 主演・水華 役[3]
- ショコラの魔法（2021年6月18日） - 梶田七瞳 役[9]

### テレビ

#### ドラマ
- 准教授・高槻彰良の推察（2021年8月7日 - 9月25日、東海テレビ・WOWOW） - 谷村愛美 役[10]

#### バラエティ
- サンデージャポン（2021年9月5日・10月24日・2022年3月6日、TBS）- コメンテーター

### 雑誌
- 『MAMOR』（扶桑社、2022年1月号 - ） - 防衛省広報誌[11][12]
- JELLY（文友舎、2022年4月 - ） - 専属モデル

## 作品

### デジタル写真集
- 2021年12月20日、『吉田あかり写真集「2022年のヒロイン。」 週プレ PHOTO BOOK』[13]
- 2022年03月28日、『吉田あかり写真集「18歳のプリンシパル」 スピ/サン グラビアフォトブック』[14]
- 2022年08月01日、『吉田あかり写真集「なつ、まっさかり！」 スピ/サン グラビアフォトブック』[15]
- 2022年12月12日、『吉田あかり写真集「自分史上、今一番初々しくて色っぽい」 週プレ PHOTO BOOK』[16]
- 2023年03月03日、『吉田あかり写真集「シンデレラの誘惑」 FRIDAYデジタル写真集』[17]
- 2023年12月05日、『FLASHデジタル写真集「吉田あかり GRAFFITI」』[18]